# Ocrepeira globosa
Ocrepeira globosa là một loài nhện trong họ Araneidae.
Loài này thuộc chi Ocrepeira. Ocrepeira globosa được Frederick Octavius Pickard-Cambridge miêu tả năm 1904.